# Shannon Lynn
Shannon Lynn (* 22. Oktober 1985 in Brampton, Kanada) ist eine kanadisch-schottische ehemalige Fußballtorhüterin. Die Torfrau stand von 2014 bis 2022 beim schwedischen Verein Vittsjö GIK unter Vertrag und spielte zwischen 2010 und 2020 31-mal für die schottische Nationalmannschaft. Nach ihrer Karriere als Spielerin wurde sie Torhüterinnentrainerin beim FC Rosengård.

## Karriere

### Vereine
Die in Kanada als Tochter schottischer Eltern geborene Lynn wechselte 2009 zum schottischen Verein Hibernian Edinburgh um in den Fokus der schottischen Nationaltrainerin Anna Signeul zu geraten. Zuvor hatte sie mit dem FC Indiana in der USL W-League 2009 nur zwei Gegentore in der regulären Saison kassiert, die Midwest Division gewonnen und das Conference-Finale erreicht, wo ihre Mannschaft aufgrund von zwei Eigentoren zweier Mitspielerinnen mit 1:2 gegen Ottawa Fury verlor. Sie wurde als beste Torhüterin ins „All-League and All-Conference Team“ der Central Conference gewählt.
In Edinburgh wurde sie Nachfolgerin der schottischen Rekordtorhüterin Gemma Fay, die zu Celtic Glasgow gewechselt war. Die Saison 2010 endete für Edinburgh auf dem vierten Platz und sie wurde als „Hibernian's Players Player of the Year“ ausgezeichnet. In den beiden folgenden Jahren wurde die Mannschaft jeweils Dritter und gewann 2011 den Ligapokal. Nachdem im April 2013 Chelseas einzige gesunde Torhüterin Nicola Davies mit der Royal Air Force in den Oman versetzt worden war, wurde Lynn als Nothelferin verpflichtet. Sie trainierte weiterhin in Edinburgh und flog nur zu den Spielen nach England. Nachdem Chelseas Stammtorhüterin Carly Telford, die sich die Hand gebrochen hatte, wieder fit war, setzte Lynn die Saison nach drei Liga- und drei Ligapokalspielen für Chelsea in Edinburgh fort, die mit der Vizemeisterschaft endete.
Zur Saison 2014 wechselte sie nach Schweden und spielt seitdem in der Damallsvenskan für Vittsjö GIK. Dort war sie aber zunächst nur zweite Torhüterin, 2014 hinter der finnischen Nationalmannschaftstorhüterin Minna Meriluoto, 2015 hinter der Dänin Cecilie Breil Kramer und 2016 hinter der US-Amerikanerin Katie Fraine. Ab 2017 war Lynn die „Nummer 1“ bei Vittsjö und kam in allen 22 Ligaspielen zum Einsatz, in denen sie fünfmal kein Tor kassierte. Als Drittletzter wurde aber knapp der Abstieg vermieden. Auch 2018 wurde sie in allen Ligaspielen eingesetzt, blieb dabei viermal ohne Gegentor und verbesserte sich mit Vittsjö um einen Tabellenplatz. Zur Saison 2019 erhielt sie mit der Kanadierin Sabrina D’Angelo eine neue Konkurrentin, die in 20 Ligaspielen im Tor stand, so dass Lynn nur zu drei Einsätzen kam. 2020 hatte Lynn wieder 15 Einsätze in der Liga, 2021 nur vier Einsätze im Pokal.
In der Saison 2022 kam sie nur in einem Ligaspiel zum Einsatz. Im November 2022 gab Vittsjö ihr Karriereende bekannt.
Im Januar 2023 erhielt sie noch einen Vertrag beim FC Rosengård. Dort gehörte aber ohne zum Einsatz zu kommen zum Kader für die UEFA Women’s Champions League 2023/24. Am 1. Februar 2024 beendete sie ihre Karriere als Spielerin endgültig und arbeitet nun als Torhüterinnentrainerin für Rosengård. 

### Nationalmannschaft
Lynn spielte nie für eine schottische Juniorinnen-Mannschaft.
Zu ihrem ersten Einsatz in der A-Nationalmannschaft kam sie in ihrer ersten Saison in Edinburgh. Am 8. Juni 2010 wurde sie beim 1:0-Sieg gegen die Schweiz für Stammtorhüterin Gemma Fay eingewechselt. Auf ihren zweiten Einsatz musste sie aber neun Monate warten. Beim Zypern-Cup 2011 stand sie im zweiten Gruppenspiel gegen England in der Startelf und half mit, dass die Schottinnen erstmals nach 1977 wieder ein Spiel gegen die südlichen Nachbarn gewinnen konnten. Danach konnte noch nicht wieder gegen England gewonnen werden. Sie hatte sich damit zwar in der Nationalmannschaft etabliert, blieb aber zweite Torhüterin hinter Gemma Fay, die in der Folge alle Spiele in den EM- und WM-Qualifikationen bestritt.
Lynn kam nur bei Freundschaftsspielen oder kleineren Turnieren zum Einsatz, wobei sie oft auch nur eingewechselt wurde. Im Juni 2017 wurde sie zwar für die EM-2017 nominiert, für die sich die Schottinnen erstmals qualifiziert hatten, dort aber auch nicht eingesetzt. Da nach der EM Gemma Fay, die dort Weltrekordtorhüterin geworden war, nach 203 Länderspielen zurückgetreten war, galt es für die neue schottische Nationaltrainerin Shelley Kerr eine neue „Nummer 1“ zu finden. Kandidatinnen waren Shannon Lynn, die bis zur EM schon 24 Länderspiele bestritten hatte und die sechs Jahre jüngere Lee Alexander, die noch kein Länderspiel absolviert hatte und bei der EM dritte Torhüterin war.
Im ersten Spiel nach der EM, einem Freundschaftsspiel gegen Ungarn, das am 14. September 2017 mit 3:0 gewonnen wurde, stand dann Alexander in der Startelf. Sie wurde aber nach einer Stunde beim Stand von 2:0 aus- und Lynn eingewechselt.
In der darauf folgenden Qualifikation für die WM 2019 stand dann aber nur Alexander im Tor. Die Schottinnen qualifizierten sich als Gruppensieger erstmals für eine WM-Endrunde. Alexander blieb dabei zwar nur in zwei Spielen ohne Gegentor und kassierte sieben Tore. Mehr Tore kassierten von den für die WM qualifizierten Mannschaften nur Argentinien, Jamaika und Thailand. Dennoch kam Lynn bis zur Nominierung des WM-Kaders am 2. Mai nur zu fünf weiteren Einsätzen bei Freundschaftsspielen. Beide wurden aber für die WM nominiert.  Bei der WM, bei der die Schottinnen nach der Gruppenphase ausschieden, kam Lynn nicht zum Einsatz.
Bei der anschließenden misslungenen Qualifikation für die EM 2022 saß sie sechsmal nur auf der Bank. Für die ersten fünf Spiele der Qualifikation für die WM 2023 wurde sie nicht nominiert.

## Erfolge
- Schottische Ligapokalsiegerin: 2011

## Auszeichnungen
- 2011: Players Player of the Year